# Busby Babes

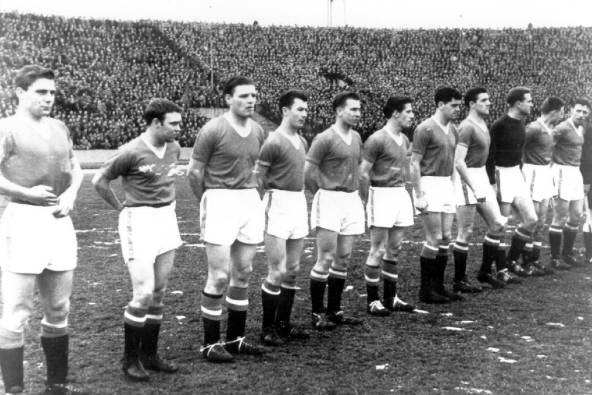
I Busby Babes del alla loro ultima partita, nel 1958 a Belgrado, per la sfida di Coppa dei Campioni contro la.

I Busby Babes (in italiano: I ragazzi di Busby) erano un gruppo di calciatori del Manchester United, scoperti e allenati da Jimmy Murphy, che li fece passare dalla sezione giovanile del club alla prima squadra, sotto la guida dell'allenatore Matt Busby.

## Storia
Oltre che per le loro qualità tecniche, furono noti per l'attaccamento ai Red Devils, rifiutando tutte le proposte d'acquisto da parte di altre società. Il termine – coniato negli anni 1950 dal giornalista Frank Nicklin del Manchester Evening News – si riferisce a quel gruppo di giovani giocatori,  tra l'età di 21 e 22 anni, che vinsero i campionati inglesi di First Division delle edizioni 1955-1956 e nel 1956-1957.
Otto dei Busby Babes morirono nel disastro aereo di Monaco di Baviera, nel 1958; tra loro c'era anche Duncan Edwards, considerato il migliore del gruppo. Uno dei calciatori a sopravvivere quel giorno fu Bobby Charlton, che fece poi parte d'un trio delle meraviglie con George Best e Denis Law, prima di ritirarsi nel 1975.